# Silenjeng
Silenjeng is een bestuurslaag in het regentschap Padang Lawas van de provincie Noord-Sumatra, Indonesië. Silenjeng telt 624 inwoners (volkstelling 2010).